# Aleksandar Seifert
Aleksandar Seifert, (Zagreb, 1923-Zagreb, 1993) entrenador croata de waterpolo.

## Historia
Es una de las leyendas del waterpolo croata, y se celebra en su memoria un trofeo de waterpolo en Zagreb.

## Clubs
- P.K. Medvescak  ( Croacia)
- HAVK Mladost  ( Croacia)

## Palmarés
Como entrenador de HAVK Mladost
- 4 veces campeón de la Copa de Europa de waterpolo masculino (1967, 1968, 1969 y 1971)
- Varias veces ganador de la liga de Yugoslavia de waterpolo masculino

Como entrenador de la selección yugoslava de waterpolo
- Oro en los juegos olímpicos de México 1968
- Bronce en el campeonato de Europa de waterpolo de Utrecht 1966